# Katamachi-lijn
De Katamachi-lijn (片町線, Katamachi-sen) is een spoorweglijn van de West Japan Railway Company (JR West). Het is een van de vele voorstadslijnen in de agglomeratie Osaka-Kobe-Kioto. De lijn heeft als officiële bijnaam de ‘Gakkentoshi-lijn’ (学研都市線) en staat voornamelijk onder deze naam bekend. De naam Gakkentoshi betekent letterlijk ‘onderzoeksstad’ en is is afgeleid van de Kansai Science City, een stad die door de lijn gepasseerd wordt. De Katamachi-lijn vormt een verbinding tussen Kizu in de prefectuur Kioto en Ōsaka.

De Katamachi-lijn gaat over in de JR Tōzai-lijn in het station Kyōbashi in Osaka en de JR Takarazuka-lijn in het station Amagasaki in Amagasaki (Hyōgo).

## Geschiedenis
Het eerste segment van de Katamachi-lijn betrof het traject tussen Shijōnawate en Katamachi en kwam gereed in 1895. Tot aan 1950 werd de lijn geleidelijk verlengd en uitgebreid, maar daarna liep de interesse voor het traject terug. Pas na de aanleg van de Tōzai-lijn, welke de Katamachi-lijn verbond met het station Ōsaka, werd er weer in de lijn geïnvesteerd. De naam Gakkentoshi werd aangenomen in 1988.

## Treinen
Hoewel het traject officieel van Kizu tot aan Kyōbashi loopt, rijden vrijwel alle treinen verder via andere spoorlijnen. Hierdoor staat Kizu in verbinding met Nara in het oosten en Amagasaki, Kobe en Sanda in het westen.
- Chokutsū kaisoku (直通快速, intercity) directe verbinding tussen Amagasaki en Nara.
- Kaisoku (快速, sneltrein) directe verbinding tussen Sanda en Kizu.
- Kukan Kaisoku (区間快速, sneltrein) spitsdienst tussen Nara en Nishi-Akashi en/of Sanda
- Futsu (普通, stoptrein) stopt op elk station, rijdt meestal verder dan Kyōbashi.

## Stations
| Station          | Japans   | Verbindingen | Wijk         | Stad         | Prefectuur |
| ---------------- | -------- | --- | ------------ | ------------ | ---------- |
| Kizu             | 木津駅   | JR West: Yamatoji-lijn en de Nara-lijn                                                                                          | Kizugawa     | Kizugawa     | Kioto      |
| Nishi-Kizu       | 西木津   | | Kizugawa     | Kizugawa     | Kioto      |
| Hōsono           | 祝園     | Kintetsu: Kioto-lijn (station Shin-Hōsono)                                                                                      | Seika        | Seika        | Kioto      |
| Shimokoma        | 下狛     | Kintetsu: Kioto-lijn (station Komada)                                                                                           | Seika        | Seika        | Kioto      |
| JR Miyamaki      | JR三山木 | Kintetsu: Kioto-lijn (station Miyamaki)                                                                                         | Kyōtanabe    | Kyōtanabe    | Kioto      |
| Dōshisha-mae     | 同志社前 | Kintetsu: Kioto-lijn (station Kōdo)                                                                                             | Kyōtanabe    | Kyōtanabe    | Kioto      |
| Kyōtanabe        | 京田辺   | Kintetsu: Kioto-lijn (station Shin-Tanabe)                                                                                      | Kyōtanabe    | Kyōtanabe    | Kioto      |
| Ōsumi            | 大住     | | Kyōtanabe    | Kyōtanabe    | Kioto      |
| Matsuiyamate     | 松井山手 | | Kyōtanabe    | Kyōtanabe    | Kioto      |
| Nagao            | 長尾     | | Hirakata     | Hirakata     | Ōsaka      |
| Fujisaka         | 藤阪     | | Hirakata     | Hirakata     | Ōsaka      |
| Tsuda            | 津田     | | Hirakata     | Hirakata     | Ōsaka      |
| Kawachi-Iwafune  | 河内磐船 | Keihan: Katano-lijn (station Kawachi-Mori)                                                                                      | Katano       | Katano       | Ōsaka      |
| Hoshida          | 星田     | | Katano       | Katano       | Ōsaka      |
| Higashi-Neyagawa | 東寝屋川 | | Neyagawa     | Neyagawa     | Ōsaka      |
| Shinobugaoka     | 忍ケ丘   | | Shijōnawate  | Shijōnawate  | Ōsaka      |
| Shijōnawate      | 四条畷   | | Daitō        | Daitō        | Ōsaka      |
| Nozaki           | 野崎     | | Daitō        | Daitō        | Ōsaka      |
| Suminodō         | 住道     | | Daitō        | Daitō        | Ōsaka      |
| Kōnoikeshinden   | 鴻池新田 | | Higashiōsaka | Higashiōsaka | Ōsaka      |
| Tokuan           | 徳庵     | | Higashiōsaka | Higashiōsaka | Ōsaka      |
| Hanaten          | 放出     | JR West: Osaka Higashi-lijn | Tsurumi-ku   | Ōsaka        | Ōsaka      |
| Shigino          | 鴫野     | Metro van Osaka: Imazatosuji-lijn                                                                                               | Jōtō-ku      | Ōsaka        | Ōsaka      |
| Kyōbashi         | 京橋     | JR West: Tōzai-lijn (doorlopende lijn) en de Osaka-ringlijn Keihan: Keihan-lijn Metro van Osaka: Nagahori Tsurumi-ryokuchi-lijn | Jōtō-ku      | Ōsaka        | Ōsaka      |

Kizu · Nishi-Kizu · Hōsono · Shimokoma · JR Miyamaki · Dōshisha-mae · Kyōtanabe · Ōsumi · Matsuiyamate · Nagao · Fujisaka · Tsuda · Kawachi-Iwafune · Hoshida · Higashi-Neyagawa · Shinobugaoka · Shijōnawate · Nozaki · Suminodō · Kōnoikeshinden · Tokuan · Hanaten · Shigino · Kyōbashi
Shinkansen: Sanyō

Hoofdlijn: Hokuriku · Kansai · Kisei · San'in · Sanyō · Takayama · Tōkaidō

Regionaal: Akō · Bantan · Etsumi-Hoku · Fukuchiyama · Fukuen · Gantoku · Geibi · Hakubi · Hibi · Honshi-Bisan · Inbi · Jōhana · Kabe · Kakogawa · Katamachi · Kibi · Kishin · Kisuki · Kure · Kusatsu · Maizuru · Mine · Nanao · Ohama · Oito · Onoda · Sakai · Sakurai · Sanko · Tsuyama · Ube · Uno · Wakayama · Yamaguchi

Voorstadsnetwerk:  Biwako ·  Gakkentoshi (Katamachi) ·  Hanwa ·  Kansai Airport ·  Kobe ·  Kosei ·  Kioto · Nara · Osaka-ringlijn · Osaka Higashi ·  Sagano ·  Tozai ·  Yamatoji · Yumesaki